# 侯蓉
侯蓉（1968年5月—），四川芦山人，汉族，中华人民共和国政治人物、第十二届全国人民代表大会四川地区代表。
1994年7月毕业于四川农业大学兽医传染病学与预防兽医专业。加入中国共产党。担任四川省成都大熊猫繁育研究基地研究中心主任、研究员。2008年起担任全国人大代表。2013年，担任全国人大代表。2018年2月24日，当选为第十三届全国人大代表。